# Боевка (Тюменская область)
Боевка — упразднённая деревня в Сорокинском районе Тюменской области России. Входила в состав Осиновского сельсовета (в настоящее время территория Сорокинского сельского поселения). Упразднена в 2004 году.

## География
Располагалась в 7 км. (по прямой) к северо-востоку от районного центра села Большое Сорокино.

## История
До 1917 года входила в состав Больше-Сорокинской волости Ишимского уезда Тюменской губернии. По данным на 1926 год деревня Баевка состояла из 74 хозяйств. В административном отношении входил в состав Стрельцовского сельсовета Викуловского района Ишимского округа Уральской области.

## Население
| 1989 | 2002 |
| ---- | ---- |
| 7    | ↘0   |

По данным переписи 1926 года в деревне проживало 373 человека (186 мужчин и 187 женщин), в том числе: русские составляли 72 % населения, украинцы — 28 %.
Согласно результатам переписи 2002 года в деревне отсутствовало постоянное население